# A The Artist – A némafilmes díjai és jelölései
A The Artist – A némafilmes (The Artist), avagy gyakrabban csak A némafilmes egy 2011-ben bemutatott francia fekete-fehér némafilm Michel Hazanavicius rendezésében, Jean Dujardin és Bérénice Bejo főszereplésével. A film Hollywood úgynevezett aranykorában, a hangosfilmek megjelenésének idején játszódik.
Az által, hogy a filmben megjelenő hangok a főhős viszonyát szemléltetik az új technikát megtestesítő hangosfilmekhez, Hazanavicius filmje egy igazi művészi alkotássá válik.
A XXI. században, egy modern kori társadalomban egy fekete-fehér némafilm leforgatása nem kis kockázatot rejt magában, ugyanakkor a francia filmesek befektetése megtérülni látszik. Amellett, hogy szinte kivétel nélkül minden jelentősebb díjátadón elhangzik a film címe, illetve a filmkészítésén dolgozó stáb tagjainak neve, a bevétel sem marad el.
A némafilmest a 2011-es cannes-i fesztiválon mutatták be, ahol a főszereplő elnyerte a legjobb férfi alakítás díját. A kezdeti sikereket további elismerések követék. Hazanavicius alkotását hat Golden Globe-díjra jelölték. A legjobb komédia vagy musical, a legjobb drámai színész és a legjobb eredeti filmzene kategóriákban győzni is tudott.
Az angol BAFTA-ról sem távozott üres kézzel a francia alkotás, a tizenkét jelöléséből hét díjat tudott megnyerni. Több gálával egyetemben többek közt itt is a legjobb film, a legjobb rendező, a legjobb férfi főszereplő, és a legjobb filmzene díjával gazdagodott.
A nagy várakozásoknak megfelelően a film az Oscar-díj átadóról is díjakkal távozhatott. Az alkotást tíz kategóriában jelölték, melyből öt kategóriában nyerni is tudott. A gálán a legnagyobb ellenfele kétségkívül a Martin Scorsese által rendezett A leleményes Hugo volt. Scorsese műve több díjat is el tudott nyerni a némafilm elől, de ezek elsősorban technikai díjak voltak. A fontosabbnak tartott kategóriák közül háromban győzni tudott, így a legjobb film, a legjobb rendező, és a legjobb férfi főszereplő díját is megkapta. Emellett nyerni tudott a legjobb jelmeztervezés és a legjobb eredeti filmzene kategóriákban is. A némafilmes alkotói, így öt aranyszoborral térhettek haza. A díjátadóval kapcsolatban fontos leszögezni, hogy a The Artist ezt az öt díjat egy rendkívül erős mezőnyben tudta elérni. Jean Dujardin például olyan neves színészeket tudott megelőzni mint George Clooney, Brad Pitt vagy éppen Gary Oldman, akik szintén tökéletesen adták vissza az általuk megformált karaktert.
A fentebb említett jelölések és díjak mellett fontos szót ejteni a produceri kamara díjáról (PGA), a rendezői kamara díjáról (DGA), illetve a színészi kamara díjáról (SGA) is. Ezen szervezetek díjátadóin A némafilmes szintén komoly eredményeket tudott elérni.

## Díjak és jelölések
| Díj                                                | Kategória                                    | Jelöltek | Eredmény |
| -------------------------------------------------- | -------------------------------------------- | --- | -------- |
| AFI Awards                                         | különdíj                                     | | Elnyerte |
| American Cinema Editors                            | legjobb vágás (komédia vagy musical)         | Anne-Sophie Bion, Michel Hazanavicius                                                                                         | Elnyerte |
| American Society of Cinematographers               | legjobb operatőr                             | Guillaume Schiffman | Jelölve  |
| 13. Arany Csillag-gála                             | legjobb film                                 | Thomas Langmann | Elnyerte |
| 13. Arany Csillag-gála                             | legjobb rendező                              | Michel Hazanavicius | Elnyerte |
| 13. Arany Csillag-gála                             | legjobb színésznő                            | Bérénice Béjo | Elnyerte |
| 13. Arany Csillag-gála                             | legjobb színész                              | Jean Dujardin | Elnyerte |
| 13. Arany Csillag-gála                             | legjobb filmzene                             | Ludovic Bource | Elnyerte |
| 13. Arany Csillag-gála                             | legjobb producer                             | Thomas Langmann | Elnyerte |
| Austin Film Critics Association                    | legjobb film                                 | Thomas Langmann | Jelölve  |
| Australian Film Institute                          | legjobb színész                              | Jean Dujardin | Elnyerte |
| Australian Film Institute                          | legjobb rendező                              | Michel Hazanavicius | Elnyerte |
| Australian Film Institute                          | legjobb film                                 | Thomas Langmann | Elnyerte |
| Australian Film Institute                          | legjobb forgatókönyv                         | Michel Hazanavicius | Jelölve  |
| 65. BAFTA-gála                                     | legjobb film                                 | Thomas Langmann | Elnyerte |
| 65. BAFTA-gála                                     | legjobb rendező                              | Michel Hazanavicius | Elnyerte |
| 65. BAFTA-gála                                     | legjobb férfi főszereplő                     | Jean Dujardin | Elnyerte |
| 65. BAFTA-gála                                     | legjobb női főszereplő                       | Bérénice Bejo | Jelölve  |
| 65. BAFTA-gála                                     | legjobb eredeti forgatókönyv                 | Michel Hazanavicius | Elnyerte |
| 65. BAFTA-gála                                     | legjobb operatőr                             | Guillaume Schiffman | Elnyerte |
| 65. BAFTA-gála                                     | legjobb vágás                                | Anne-Sophie Bion, Michel Hazanavicius                                                                                         | Jelölve  |
| 65. BAFTA-gála                                     | legjobb díszlet                              | Robert Gould, Laurence Bennett                                                                                                | Jelölve  |
| 65. BAFTA-gála                                     | legjobb jelmeztervezés                       | Mark Bridges | Elnyerte |
| 65. BAFTA-gála                                     | legjobb hang                                 | Nadine Muse, Michael Krikorian, Gérard Lamps                                                                                  | Jelölve  |
| 65. BAFTA-gála                                     | legjobb smink                                | Cydney Cornell, Julie Hewett                                                                                                  | Jelölve  |
| 65. BAFTA-gála                                     | legjobb filmzene                             | Ludovic Bource | Elnyerte |
| Boston Society of Film Critics Awards              | legjobb film                                 | Thomas Langmann | Elnyerte |
| Boston Society of Film Critics Awards              | legjobb filmzene                             | Ludovic Bource | Elnyerte |
| Boston Society of Film Critics Awards              | legjobb rendező                              | Thomas Langmann | 2. hely  |
| Broadcast Film Critics Association Awards          | legjobb jelmez                               | Mark Bridges | Elnyerte |
| Broadcast Film Critics Association Awards          | legjobb rendező                              | Michel Hazanavicius | Elnyerte |
| Broadcast Film Critics Association Awards          | legjobb film                                 | Thomas Langmann | Elnyerte |
| Broadcast Film Critics Association Awards          | legjobb filmzene                             | Ludovic Bource | Elnyerte |
| Broadcast Film Critics Association Awards          | legjobb filmescsapat                         | Penelope Ann Miller, James Cromwell, Jean Dujardin, John Goodman, Malcolm McDowell, Bérénice Bejo, Bitsie Tulloch, Missi Pyle | Jelölve  |
| Broadcast Film Critics Association Awards          | legjobb színész                              | Jean Dujardin | Jelölve  |
| Broadcast Film Critics Association Awards          | legjobb látványterv                          | Laurence Bennett, Gregory S. Hooper                                                                                           | Jelölve  |
| Broadcast Film Critics Association Awards          | legjobb operatőr                             | Guillaume Schiffman | Jelölve  |
| Broadcast Film Critics Association Awards          | legjobb vágás                                | Michel Hazanavicius, Anne-Sophie Bion                                                                                         | Jelölve  |
| Broadcast Film Critics Association Awards          | legjobb eredeti forgatókönyv                 | Michel Hazanavicius | Jelölve  |
| Broadcast Film Critics Association Awards          | legjobb női mellékszereplő                   | Bérénice Bejo | Jelölve  |
| California on Location Awards                      | COLA-díj                                     | Caleb Duffy | Elnyerte |
| 64. cannes-i fesztivál                             | Legjobb férfi alakítás díja                  | Jean Dujardin | Elnyerte |
| 64. cannes-i fesztivál                             | Arany Pálma-díj                              | Michel Hazanavicius | Jelölve  |
| Capri, Hollywood                                   | legjobb színésznő                            | Bérénice Bejo | Elnyerte |
| Capri, Hollywood                                   | legjobb film                                 | Michel Hazanavicius | Elnyerte |
| Central Ohio Film Critics Association              | legjobb színész                              | Jean Dujardin | Jelölve  |
| Central Ohio Film Critics Association              | legjobb film                                 | Michel Hazanavicius | Jelölve  |
| 37. César-gála                                     | legjobb film                                 | Thomas Langmann | Elnyerte |
| 37. César-gála                                     | legjobb rendező                              | Michel Hazanavicius | Elnyerte |
| 37. César-gála                                     | legjobb színész                              | Jean Dujardin | Jelölve  |
| 37. César-gála                                     | legjobb színésznő                            | Bérénice Bejo | Elnyerte |
| 37. César-gála                                     | legjobb eredeti forgatókönyv                 | Michel Hazanavicius | Jelölve  |
| 37. César-gála                                     | legjobb operatőr                             | Guillaume Schiffman | Elnyerte |
| 37. César-gála                                     | legjobb vágás                                | Anne-Sophie Bion, Michel Hazanavicius                                                                                         | Jelölve  |
| 37. César-gála                                     | legjobb díszlet                              | Laurence Bennett | Elnyerte |
| 37. César-gála                                     | legjobb jelmez                               | Mark Bridges | Jelölve  |
| 37. César-gála                                     | legjobb filmzene                             | Ludovic Bource | Elnyerte |
| Chicago Film Critics Association Awards            | legjobb eredeti forgatókönyv                 | Michel Hazanavicius | Elnyerte |
| Chicago Film Critics Association Awards            | legjobb színész                              | Jean Dujardin | Jelölve  |
| Chicago Film Critics Association Awards            | legjobb rendező                              | Michel Hazanavicius | Jelölve  |
| Chicago Film Critics Association Awards            | legjobb eredeti filmzene                     | Ludovic Bource | Jelölve  |
| Chicago Film Critics Association Awards            | legjobb film                                 | Thomas Langmann | Jelölve  |
| Cinema Writers Circle Awards, Spain                | legjobb idegen nyelvű film                   | Michel Hazanavicius | Elnyerte |
| Dallas-Fort Worth Film Critics Association Awards  | legjobb színész                              | Jean Dujardin | 2. hely  |
| Dallas-Fort Worth Film Critics Association Awards  | legjobb rendező                              | Michel Hazanavicius | 2. hely  |
| Dallas-Fort Worth Film Critics Association Awards  | legjobb film                                 | Thomas Langmann | 2. hely  |
| Dallas-Fort Worth Film Critics Association Awards  | legjobb színésznő                            | Bérénice Bejo | 2. hely  |
| Directors Guild of America                         | legjobb rendező                              | Michel Hazanavicius | Elnyerte |
| European Film Awards                               | legjobb filmzene                             | Ludovic Bource | Elnyerte |
| European Film Awards                               | legjobb színész                              | Jean Dujardin | Jelölve  |
| European Film Awards                               | legjobb operatőr                             | Guillaume Schiffman | Jelölve  |
| European Film Awards                               | legjobb film                                 | Thomas Langmann | Jelölve  |
| Florida Film Critics Circle Awards                 | legjobb forgatókönyv                         | Michel Hazanavicius | Elnyerte |
| 69. Golden Globe-gála                              | legjobb komédia vagy musical                 | Thomas Langmann | Elnyerte |
| 69. Golden Globe-gála                              | legjobb rendező                              | Michel Hazanavicius | Jelölve  |
| 69. Golden Globe-gála                              | legjobb férfi színész (komédia vagy musical) | Jean Dujardin | Elnyerte |
| 69. Golden Globe-gála                              | legjobb női mellékszereplő                   | Bérénice Bejo | Jelölve  |
| 69. Golden Globe-gála                              | legjobb eredeti filmzene                     | Ludovic Bource | Elnyerte |
| 69. Golden Globe-gála                              | legjobb forgatókönyv                         | Michel Hazanavicius | Jelölve  |
| Goya Awards                                        | legjobb európai film                         | Michel Hazanavicius | Elnyerte |
| Hamptons International Film Festival               | Audience-díj                                 | Michel Hazanavicius | Elnyerte |
| Hollywood Film Festival                            | Spotlight-díj                                | Bérénice Bejo | Elnyerte |
| Hollywood Film Festival                            | Spotlight-díj                                | Jean Dujardin | Elnyerte |
| Independent Spirit Awards                          | legjobb operatőr                             | Guillaume Schiffman | Elnyerte |
| Independent Spirit Awards                          | legjobb rendező                              | Michel Hazanavicius | Elnyerte |
| Independent Spirit Awards                          | legjobb film                                 | Thomas Langmann | Elnyerte |
| Independent Spirit Awards                          | legjobb színész                              | Jean Dujardin | Elnyerte |
| Independent Spirit Awards                          | legjobb forgatókönyv                         | Michel Hazanavicius | Jelölve  |
| London Critics Circle Film Awards                  | az év színésze                               | Jean Dujardin | Elnyerte |
| London Critics Circle Film Awards                  | az év rendezője                              | Michel Hazanavicius | Elnyerte |
| London Critics Circle Film Awards                  | az év filmje                                 | Thomas Langmann | Elnyerte |
| London Critics Circle Film Awards                  | az év forgatókönyvírója                      | Michel Hazanavicius | Jelölve  |
| London Film Festival                               | legjobb film                                 | Michel Hazanavicius | Jelölve  |
| National Board of Review                           | legjobb film                                 | | Elnyerte |
| National Society of Film Critics Awards            | legjobb színész                              | Jean Dujardin | 3. hely  |
| New York Film Critics Circle Awards                | legjobb rendező                              | Michel Hazanavicius | Elnyerte |
| New York Film Critics Circle Awards                | legjobb film                                 | | Elnyerte |
| New York Film Critics Circle Awards                | legjobb színész                              | Jean Dujardin | 3. hely  |
| Online Film Critics Society Awards                 | legjobb színész                              | Jean Dujardin | Jelölve  |
| Online Film Critics Society Awards                 | legjobb operatőr                             | Guillaume Schiffman | Jelölve  |
| Online Film Critics Society Awards                 | legjobb rendező                              | Michel Hazanavicius | Jelölve  |
| Online Film Critics Society Awards                 | legjobb film                                 | | Jelölve  |
| 84. Oscar-gála                                     | legjobb film                                 | Thomas Langmann | Elnyerte |
| 84. Oscar-gála                                     | legjobb rendező                              | Michel Hazanavicius | Elnyerte |
| 84. Oscar-gála                                     | legjobb férfi főszereplő                     | Jean Dujardin | Elnyerte |
| 84. Oscar-gála                                     | legjobb női mellékszereplő                   | Bérénice Bejo | Jelölve  |
| 84. Oscar-gála                                     | legjobb eredeti forgatókönyv                 | Michel Hazanavicius | Jelölve  |
| 84. Oscar-gála                                     | legjobb operatőr                             | Guillaume Schiffman | Jelölve  |
| 84. Oscar-gála                                     | legjobb vágás                                | Anne-Sophie Bion, Michel Hazanavicius                                                                                         | Jelölve  |
| 84. Oscar-gála                                     | legjobb látványtervezés/díszlet              | Robert Gould, Laurence Bennett                                                                                                | Jelölve  |
| 84. Oscar-gála                                     | legjobb jelmeztervezés                       | Mark Bridges | Elnyerte |
| 84. Oscar-gála                                     | legjobb eredeti filmzene                     | Ludovic Bource | Elnyerte |
| Producers Guild of America                         | legjobb producer                             | Thomas Langmann | Elnyerte |
| Phoenix Film Critics Society Awards                | legjobb férfi főszereplő                     | Jean Dujardin | Elnyerte |
| Phoenix Film Critics Society Awards                | legjobb női mellékszereplő                   | Bérénice Bejo | Elnyerte |
| Phoenix Film Critics Society Awards                | legjobb jelmez                               | Mark Bridges | Elnyerte |
| Phoenix Film Critics Society Awards                | legjobb rendező                              | Michel Hazanavicius | Elnyerte |
| Phoenix Film Critics Society Awards                | legjobb vágás                                | Michel Hazanavicius | Elnyerte |
| Phoenix Film Critics Society Awards                | legjobb filmzene                             | Ludovic Bource | Elnyerte |
| Phoenix Film Critics Society Awards                | legjobb film                                 | | Elnyerte |
| Phoenix Film Critics Society Awards                | legjobb eredeti forgatókönyv                 | Michel Hazanavicius | Elnyerte |
| Phoenix Film Critics Society Awards                | a legnagyobb operatőri áttörés               | Michel Hazanavicius | Elnyerte |
| Phoenix Film Critics Society Awards                | legjobb operatőr                             | Guillaume Schiffman | Jelölve  |
| Phoenix Film Critics Society Awards                | legjobb látványterv                          | Laurence Bennett | Jelölve  |
| San Diego Film Critics Society Awards              | legjobb film                                 | | Elnyerte |
| San Diego Film Critics Society Awards              | legjobb színész                              | Jean Dujardin | Jelölve  |
| San Diego Film Critics Society Awards              | legjobb operatőr                             | Guillaume Schiffman | Jelölve  |
| San Diego Film Critics Society Awards              | legjobb rendező                              | Michel Hazanavicius | Jelölve  |
| San Diego Film Critics Society Awards              | legjobb vágás                                | Michel Hazanavicius, Anne-Sophie Bion                                                                                         | Jelölve  |
| San Diego Film Critics Society Awards              | legjobb látványterv                          | Laurence Bennett | Jelölve  |
| San Diego Film Critics Society Awards              | legjobb filmzene                             | Ludovic Bource | Jelölve  |
| San Diego Film Critics Society Awards              | legjobb eredeti forgatókönyv                 | Michel Hazanavicius | Jelölve  |
| San Diego Film Critics Society Awards              | legjobb női mellékszereplő                   | Bérénice Bejo | Jelölve  |
| San Sebastián-i Nemzetközi Filmfesztivál           | legjobb film                                 | Michel Hazanavicius | Elnyerte |
| Sant Jordi-díj                                     | legjobb idegen nyelvű film                   | Michel Hazanavicius | Elnyerte |
| Satellite Award                                    | legjobb látványterv                          | Gregory S. Hooper, Laurence Bennett                                                                                           | Elnyerte |
| Satellite Award                                    | legjobb jelmez                               | Mark Bridges | Jelölve  |
| Satellite Award                                    | legjobb rendező                              | Michel Hazanavicius | Jelölve  |
| Satellite Award                                    | legjobb film                                 | | Jelölve  |
| Satellite Award                                    | legjobb eredeti forgatókönyv                 | Michel Hazanavicius | Jelölve  |
| Screen Actors Guild Awards                         | legjobb férfi főszereplő                     | Jean Dujardin | Elnyerte |
| Screen Actors Guild Awards                         | legjobb női főszereplő                       | Bérénice Bejo | Jelölve  |
| Screen Actors Guild Awards                         | legjobb filmes csapat                        | Jean Dujardin, Bérénice Bejo, John Goodman, James Cromwell, Penelope Ann Miller                                               | Jelölve  |
| St. Louis International Film Festival              | legjobb film                                 | Michel Hazanavicius | Elnyerte |
| Toronto Film Critics Association Awards            | legjobb rendező                              | Michel Hazanavicius | Jelölve  |
| Toronto Film Critics Association Awards            | legjobb film                                 | | Jelölve  |
| Washington DC Area Film Critics Association Awards | legjobb film                                 | | Elnyerte |
| Washington DC Area Film Critics Association Awards | legjobb filmzene                             | Ludovic Bource | Elnyerte |
| Washington DC Area Film Critics Association Awards | legjobb színész                              | Jean Dujardin | Jelölve  |
| Washington DC Area Film Critics Association Awards | legjobb látványterv                          | Gregory S. Hooper, Laurence Bennett                                                                                           | Jelölve  |
| Washington DC Area Film Critics Association Awards | legjobb operatőr                             | Guillaume Schiffman | Jelölve  |
| Washington DC Area Film Critics Association Awards | legjobb rendező                              | Michel Hazanavicius | Jelölve  |
| Washington DC Area Film Critics Association Awards | legjobb eredeti forgatókönyv                 | Michel Hazanavicius | Jelölve  |
| Washington DC Area Film Critics Association Awards | legjobb női mellékszereplő                   | Bérénice Bejo | Jelölve  |